# Мироненко, Пётр Никифорович
Пётр Никифорович Мироненко (1901—1983) — начальник Главного управления политической пропаганды войск НКВД СССР, заместитель министра государственной безопасности СССР, генерал-лейтенант (1944).

## Биография
Родился в семье служащего. Украинец. Окончил 6 классов реального училища в Полтаве, с 1912 по 1920. В 1920—1922 работал библиотекарем в библиотеке имени Панаса Мирного в Полтаве. В РККА рядовой 1-го Петроградского полка 1-й пограничной дивизии ГПУ с сентября по декабрь 1922, затем рядовой 2-го Отдельного батальона ГПУ в Сестрорецке. В сентябре 1923 переведён в пограничные войска ОГПУ СССР, служил в Кингисеппе. В 1926 вступил в ВКП(б). Окончил Высшую пограничную школу ОГПУ СССР в 1930. С 1930 служил в Керкинске, затем в Средней Азии.
С 1934 старший инспектор Политотдела Управления пограничных и внутренних войск (УПВО) НКВД Узбекской ССР, с апреля 1935 — УПВО Управления НКВД Ленинградской области. С октября 1937 начальник Политотдела внутренних войск НКВД СССР Приволжского округа, с октября 1938 — пограничных и внутренних войск Ленинградского округа. 8 марта 1939 назначен начальником Политуправления пограничных войск НКВД СССР, 17 августа 1940 — Главного управления политпропаганды войск НКВД СССР, 26 февраля 1941 — Управления агитации и пропаганды войск НКВД СССР, 16 июля 1941 — Политуправления войск НКВД СССР, в октябре 1942 — Политуправления Главного управления погранвойск (ГУПВ) НКВД/МВД СССР. С марта 1948 начальник пограничных войск Закарпатского, с августа 1950 — Ленинградского округов. 26 августа 1951 назначен заместителем министра государственной безопасности СССР, оставался на этом посту до ликвидации МГБ СССР 11 марта 1953.
С апреля 1953 начальник пограничных войск Литовского, с сентября 1953 — Прибалтийского, с марта 1954 — Ленинградского округов. В августе 1959 досрочно отправлен на пенсию. Похоронен на Сестрорецком кладбище.

### Звания
- старший политрук (17 сентября 1936);
- батальонный комиссар (20 декабря 1937);
- полковой комиссар (25 сентября 1938);
- дивизионный комиссар (9 марта 1939), произведён, минуя звание бригадного комиссара;
- генерал-майор (20 декабря 1942);[3]
- генерал-лейтенант (17 ноября 1944)[4].

### Награды
- орден Ленина;
- 4 ордена Красного Знамени;
- орден Трудового Красного Знамени;
- орден Суворова II степени;
- орден Красной Звезды;
- орден «Знак Почёта»;
- 12 медалей.